# Iván Kuzmich Krasnov
Iván Kuzmich Krasnov (1752 - 25 de agosto de 1812) fue un comandante militar y general de División ruso de ascendencia cosaca.

## Biografía
Nació en el pueblo de Bukanovskaya de los cosacos del Don (actualmente, un pueblo de la región de Volgogrado, Rusia). 
En la década de 1770 hizo el servicio militar. Participó en la guerra ruso-turca (1768-1774). En 1781 se convirtió en centurión, en 1787 recibió el rango de capitán por su servicio militar en la defensa de Kinburn durante la guerra ruso-turca (1787-1792). En 1789 fue ascendido a segundo comandante, había tenido una buena actuación durante el asedio de Izmaíl en 1790 y durante la batalla de Măcin (actual ciudad de Rumania) en 1791, por la que se le concedió una medalla de oro con la distinción de San Jorge con un retrato. Catalina II en 1792 participó en la guerra entre el Imperio Ruso y la Mancomunidad de Polonia y 1794 en la represión de la insurrección realizado por T. Kostsyushkov. 
En 1795 fue ascendido a Coronel, en 1798 a General de División. En 1803 fue nombrado atamán interino del ejército de Buzskoy. Venció resueltamente la resistencia de los cosacos opositores en las aldeas de Novogrigorivka, Viziryany (Arnautiivka) y Voznesenska, involucrando a una compañía del Regimiento de Granaderos de Siberia para que lo apoyara. 1806 fue destituido de su cargo por abuso.
Participante en la guerra ruso-turca (1806-1812). Héroe de la Guerra de 1812, comandante de los regimientos cosacos y de los cuerpos movilizados durante la retirada del ejército ruso (en el ejército comandado por el general de caballería Matvéi Plátov, luego por el teniente general P. Konovnitsyn). En el 5 de septiembre (24 de septiembre) de 1812 fue herido gravemente en la batalla en el monasterio de Kolotsk, cerca del pueblo de Borodinó (actual pueblo de Astravyets). Murió allí antes de la batalla de Borodinó (actualmente un pueblo del óblast de Moscú, en la Federación Rusa) por la mañana, antes de la batalla en 1812.
Fue enterrado en el cementerio del monasterio de Donskoy en Moscú.
Se le concedieron las Órdenes de San Jorge, clase 4, Santa Ana, clase 2, el Santo Igual a los Apóstoles Príncipe Volodymyr, clase 4, la Cruz de Malta y el ornamento de oro con la inscripción "Por el Valor".